# Mönsterås distrikt
Mönsterås distrikt är ett distrikt i Mönsterås kommun och Kalmar län. 
Distriktet ligger i och omkring Mönsterås, vid kusten. 

## Tidigare administrativ tillhörighet
Distriktet inrättades 2016 och utgörs av det område som Mönsterås köping omfattade till 1971 och vari Mönsterås socken uppgick 1952.
Området motsvarar den omfattning Mönsterås församling hade 1999/2000.